# Бібліотека рідкісних книг і рукописів Бейнеке
Бібліотека рідкісних книг і рукописів Бейнеке — бібліотека рідкісних книг і літературний архів Бібліотеки Єльського університету в Нью-Гейвені, штат Коннектикут, США.
Це одна з найбільших будівель у світі, присвячена рідкісним книгам і рукописам. Бібліотека, заснована завдяки подарунку сім'ї Бейнеке, отримала власний фінансовий внесок, тож є фінансово незалежною від університету та спільно керується Університетською бібліотекою та Єльською корпорацією.
Будівля, розташована на чотирикутнику Гьюїта Єльського університету, була спроєктована Гордоном Баншафтом з бюро «Skidmore, Owings & Merrill» і завершена в 1963 році. З 2015 по 2016 рік будівлю бібліотеки було закрито на 18 місяців для капітального ремонту, який включав заміну системи вентиляції та кондиціонування, а також розширення навчальних і виставкових можливостей.

## Архітектура
Шестиповерхова надземна скляна вежа зі стосами книг оточена фасадом без вікон, який підтримується чотирма монолітними опорами по кутах будівлі. Зовнішня оболонка структурно підтримується сталевим каркасом з пілонами, вмонтованими на 50 футів (15 м) у скельну основу на кожному кутовому пірсі. Фасад виконано з напівпрозорого прожилкового мармуру та граніту. Мармур подрібнюється до товщини 1,25 дюйма (32 мм) і видобувається в Данбі, штат Вермонт. У сонячний день мармур пропускає відфільтроване денне світло в інтер'єр у тонкому золотистому бурштиновому світінні, яке є результатом його тонкого профілю. Ці панелі обрамлені шестикутною сіткою з гранітного шпону Vermont Woodbury, закріпленого на структурній сталевій рамі. Зовнішні розміри мають «платонічні» математичні пропорції 1:2:3 (висота: ширина: довжина). Будівлю називають «скринькою коштовностей», а також «лабораторією гуманітарних наук». Модерністська будівля містить меблі, розроблені Флоренс Нолл і Марселем Бреєром.
Високий мезонін для публічних виставок оточує вежу зі скляним стеком і, серед іншого, демонструє одну з 48 існуючих копій Біблії Гутенберга. Два підвальні поверхи простягаються під більшою частиною Чотирикутника Гьюітта. Перший підрівень, рівень «Court», зосереджується на затонулому дворику перед Бейнеке, де зображено Сад (піраміда, сонце та куб). Це абстрактні алегоричні скульптури Ісаму Ногучі, які, як кажуть, представляють час (піраміда), сонце (диск) і випадковість (куб). На цьому рівні також є безпечний читальний зал для відвідувачів дослідників, адміністративні офіси та зони зберігання книг. Рівень будівлі на два поверхи нижче землі має пересувні стелажі високої щільності для книг і архівів.
Бібліотека — одна з найбільших будівель в Америці, повністю присвячена рідкісним книгам і рукописам. У центральній вежі бібліотеки є місце для 180 000 томів і місце для понад 1 мільйона томів у підземних стосах книг. Колекція бібліотеки, яка зберігається як у головній будівлі бібліотеки, так і в бібліотечному стелажі Єльського університету в Хамдені, штат Коннектикут, нараховує приблизно 1 мільйон томів і кілька мільйонів рукописів.
У 1960-х роках скульптура Класа Ольденбурга «Губна помада на гусеничних слідах (висхідна)» була виставлена в чотирикутнику Гьюїта. Відтоді скульптуру перенесли у двір коледжу Морзе, одного з гуртожитків університету.
Елегантність Beinecke пізніше надихнула структуру зі скляними стінами, яка захищає та демонструє оригінальну основну колекцію (книги, подаровані королем Георгом III і названі Королівською бібліотекою) у будівлі Британської бібліотеки в Юстоні, Лондон.

## Історія
Наприкінці 19 століття цінні книги бібліотеки Єльського коледжу були розміщені на спеціальних стелажах у бібліотеці коледжу. Коли університет отримав багатомільйонний спадок від Джона У. Стерлінга на будівництво Меморіальної бібліотеки Стерлінга в 1918 році, університет вирішив створити окрему читальну кімнату для своїх рідкісних книг, яка стала Кімнатою рідкісних книг у будівлі, коли будівлю відкрили в 1930 році. Заповідання не містило допомоги на книги чи матеріали, тому професор англійської мови Єльського університету Чонсі Брюстер Тінкер звернувся до випускників Єльського університету з проханням пожертвувати матеріали, які дадуть університету таку ж монументальну колекцію. До того часу, коли Стерлінг відкрився, апеляція Тінкер зібрала виняткову колекцію рідкісних книг, включаючи Біблію Гутенберга від Анни М. Гаркнесс і кілька великих колекцій сім'ї Бейнеке, особливо колекцію про Захід Америки.
До 1958 року бібліотека володіла понад 130 000 рідкісних томів і багатьма іншими рукописами. Зібрана колекція виявилася завеликою для читального залу Стерлінга, а читальний зал непристосований для їхнього збереження. Вже передавши значні колекції Єльському університету, Едвін і Фредерік В. Бейнеке, а також Йоганна Вайґле, вдова їхнього брата Вальтера, дали кошти на будівництво спеціальної будівлі бібліотеки рідкісних книг. Коли бібліотека Бейнеке відкрилася 14 жовтня 1963 року, вона стала домом для томів із Кімнати рідкісних книг і трьох спеціальних колекцій: колекції американської літератури, колекції Західної Америки та колекції німецької літератури. Незабаром після цього до них приєдналася колекція Джеймса Маршалла та Марі-Луїзи Осборн.
Бібліотека Бейнеке стала сховищем для
- книг Єльської колекції, надрукованих орієнтовно до 1800 року;
- книг, надрукованих у Латинській Америці до 1751 року;
- книг, надрукованих у Північній Америці до 1821 року;
- газет і буклетів, надрукованих у Сполучених Штатах до 1851 року;
- європейських трактатів і памфлетів, надрукованих до 1801 року, а також слов'янські, східноєвропейські, близько- та середньосхідні книги до вісімнадцятого століття, а також спеціальні книги поза цими категоріями.

Зараз колекція охоплює екземпляри, включаючи сучасні обмежені тиражі поезії та книги художників. Бібліотека також містить тисячі погонних футів архівних матеріалів, починаючи від стародавніх папірусів і середньовічних рукописів і закінчуючи архівними особистими документами сучасних письменників.

## Колекції
Бібліотека відкрита для всіх студентів і викладачів Єльського університету, а також для запрошених дослідників, робота яких вимагає використання її спеціальних колекцій. Щоб отримати доступ до матеріалів, є кілька форм і правил, які користувачі повинні прочитати. Там зберігається том оригінальної Біблії Гутенберга.